# Windows Fax and Scan
Windows Fax and Scan  е интегрирано приложение за използване на факсове и скенери, включено в някои от изданията на Windows Vista и във всички издания на Windows 7. Замества Fax Services. С Windows Fax and Scan потребителите могат да изпращат и получават съобщения и документи по факс или сканирани документи по e-mail. WFS поддържа сканиране с едно щракване от локално и мрежово свързани скенери и мултифункционални устройства. Въпреки че може да бъде използван за много видове документи, WFS е оптимизиран за сканиране, разглеждане и записване на текстови документи. Windows Photo Gallery се справя по-добре със сканирането на снимки и картинки и може да ги записва в папката с картинки.
Забележете, че WFS не е достъпен при изданията Home и Home Premium на Windows Vista (изглежда е премахнат от SP1). WFS е достъпен в Windows Vista Ultimate и Windows Server 2008 и е включен по избор в Windows Vista Home и Enterprise.
Сред основните свойства, Windows Fax and Scan предлага по-добра продуктивност и по-голяма гъвкавост от предишната версия. Приложението е стъпка към Unified Messaging, което обединява управлението на медии като факс документи, дигитални документи, имейли и т.н.

## Работа с факс
Fax View от WFS е подобрена версия на компонента Fax Services, който работел в Windows XP. По-значителните нови свойства са модела на факс акаунт, панел за предварителен преглед, способността да се запазват документи за факс като скици. Възможно е и пращане на документи по факс с избиране на услугата от менюто, появило се след щракане с десния бутон върху файла. За да изпращат или получават документи по факс, потребителите могат да създадат акаунт на локалния факс модем, който да използва локален факс модем или да създаде акаунт за споделен факс сървър, който да използва мрежов факс сървър.

## Сканиране
Scan View на WFS има интуитивен потребителски интерфейс, който управлява сканирани документи. Позволява лесно създаване, преименуване, местене на папки. Панелът за предварителен преглед дава само представа за сканирания документ. Потребителят може да създава профили за дадени скенери и да ги запазва за бъдещи сканирания. Потребителят може също директно да прати сканираните документи в пощенски кутии, след като се направят съответните пощенски настройки. Опцията „Факс от Скенер“ дава възможност за пращане на документ по факс, директно след като е сканиран.
|  | Тази страница частично или изцяло представлява превод на страницата Windows Fax and Scan в Уикипедия на английски. Оригиналният текст, както и този превод, са защитени от Лиценза „Криейтив Комънс – Признание – Споделяне на споделеното“, а за съдържание, създадено преди юни 2009 година – от Лиценза за свободна документация на ГНУ. Прегледайте историята на редакциите на оригиналната страница, както и на преводната страница, за да видите списъка на съавторите. ВАЖНО: Този шаблон се отнася единствено до авторските права върху съдържанието на статията. Добавянето му не отменя изискването да се посочват конкретни източници на твърденията, които да бъдат благонадеждни. |